# ليندا طومسون
ليندا طومسون (بالإنجليزية: Linda Thompson)‏ (و. 1950 – م) هي ممثلة تلفزيونية، وممثلة أفلام، وممثلة، وكاتبة غنائية، من الولايات المتحدة الأمريكية، ولدت في ممفيس، تينيسي.

## التعليم
تعلمت في جامعة ممفيس.

## جوائز
حصلت على جوائز منها:
- جائزة إيمي.

## وصلات خارجية
- ليندا طومسون على موقع IMDb (الإنجليزية)
- ليندا طومسون على موقع ألو سيني (الفرنسية)
- ليندا طومسون على موقع ميوزك برينز (الإنجليزية)
- ليندا طومسون على موقع أول موفي (الإنجليزية)
- ليندا طومسون على موقع قاعدة بيانات الأفلام السويدية (السويدية)
- ليندا طومسون على موقع إن إن دي بي (الإنجليزية)
- ليندا طومسون على موقع أول ميوزيك (الإنجليزية)
- ليندا طومسون على موقع ديسكوغز (الإنجليزية)
- ليندا طومسون على موقع قاعدة بيانات الفيلم (الإنجليزية)
- ليندا طومسون على موقع كينوبويسك (الروسية)